# North Sea Beach Marathon
North Sea Beach Marathon er et dansk maratonløb ved Vestkysten. Det har fundet sted hvert år siden 2000 i starten af juli. Det er en af de eneste løbebegivenheder i verden hvor man udelukkende løber på sand. Udover den klassiske maratondistance på 42.195 km er der også en halvmaraton, 10 km og en 5 km.
Maraton distancen starter i Hvide Sande, og slutter i Vejers. I lige år løber man mod nord, og i ulige år mod syd. Hvert år starter halvmaratonen i Nymindegab, og har samme slutsted som maratonen. De kortere løb har start og mål samme sted, hvor man blot skal ud og vende ved et punkt.
At løbe på sand er meget krævende, specielt når man slutter i Hvide Sande, hvor alle distancerne i forvejen har løbet, er sandet blevet så blødt, at det er ligesom at løbe i dyb sne. Det betyder, at man ikke skal regne med at sætte personlig rekord, men mere regne med en tid i nærheden af en bjergmaraton. Tidsgrænsen for maratonen er 7 timer.
Arrangørerene havde i år inviteret Lance Armstrong til at deltage i maratonen, men den 7-dobbelte Tour de France vinder har desværre måtte takke nej til invitationen.

## Statistik

### Løbsrekorder
Løbsrekorder North Sea Beach Marathon
- Maraton mænd – 2.36.46 – Jens Henrik Jensen – Danmark (2004)
- Maraton kvinder – 3.00.09 – Joanna Gront – Polen (2005)
- halvmaraton mænd – 1.08.51 – Augustin Togom – Kenya (2005)
- halvmaraton kvinder – 1.20.22 – Nina Sørensen- Danmark (2005)
- 10 km mænd – 32.58 – Anders Ejby-Ernst – Danmark (2007)
- 10 km kvinder – 38.16 – Charlotte Larsen – Danmark (2005)
- 5 km mænd – 16.25 – Morten Fransen – Danmark (2009)
- 5 km kvinder – 20.01 – Lisbeth Rasmussen – Danmark (2002)

### Hurtigste i 2009
- Mænd maraton – Jarostaw Janicki – 2.49.58
- Damer – Joanna Chmiel – 3.02.40
- Mænd halvmaraton – Henrik Jørgensen – 01.24.06
- Damer halvmaraton – Vibeke Houlberg – 01.33.39
- Mænd 10 km – Øystein Wergeland – 39.46
- Damer 10 km – Charlotte Skaunsgaard – 45.09
- Mænd 5 km – Jan Hendrik Nothbaar – 20.07
- Damer 5 km – Alberte Kjær Pedersen – 21.33